# Olympische Sommerspiele 2004/Teilnehmer (Kuwait)
| Gelbes Symbol für Goldmedaillen mit stilisierten Olympischen Ringen | Graues Symbol für Silbermedaillen mit stilisierten Olympischen Ringen | Braundes Symbol für Bronzemedaillen mit stilisierten Olympischen Ringen |
| ------------------------------------------------------------------- | --------------------------------------------------------------------- | ----------------------------------------------------------------------- |
| —                                                                   | —                                                                     | —                                                                       |

Kuwait nahm an den Olympischen Sommerspielen 2004 in Athen, Griechenland, mit einer Delegation von elf Sportlern (zehn Männer und eine Frau) teil.

## Teilnehmer nach Sportarten

### Judo
- Majid Sultan
Schwergewicht: Nicht angetreten

### Leichtathletik
- Fawzi al-Shammari
400 Meter: Vorläufe

- Mohammad al-Azemi
800 Meter: Vorläufe

- Bashar Omar
3000 Meter Hindernis: Vorläufe

- Ali Mohamed al-Zankawi
Hammerwurf: 30. Platz in der Qualifikation

- Danah al-Nasrallah
Frauen, 100 Meter: Vorläufe

### Schießen
- Khaled al-Mudhaf
Trap: 6. Platz

- Naser al-Meqlad
Trap: 14. Platz

- Fehaid al-Deehani
Doppeltrap: 8. Platz

- Mashfi al-Mutairi
Doppeltrap: 12. Platz

- Abdullah al-Rashidi
Skeet: 8. Platz